# Barranca Honda, Guerrero
Barranca Honda är en ort i Mexiko.   Den ligger i kommunen Chilapa de Álvarez och delstaten Guerrero, i den södra delen av landet, 210 km söder om huvudstaden Mexico City. Barranca Honda ligger 1 548 meter över havet och antalet invånare är 194.
Terrängen runt Barranca Honda är kuperad, och sluttar österut. Runt Barranca Honda är det ganska glesbefolkat, med 42 invånare per kvadratkilometer. Närmaste större samhälle är Chilapa de Alvarez, 2,7 km nordost om Barranca Honda. Omgivningarna runt Barranca Honda är en mosaik av jordbruksmark och naturlig växtlighet.